# Женихи Пенелопы

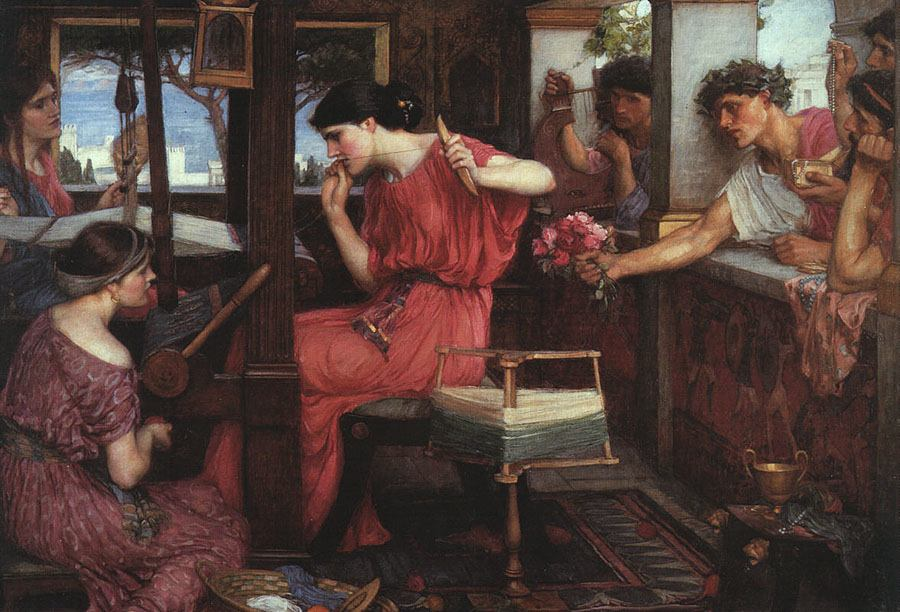
«Пенелопа и женихи», картина Джона Уильяма Уотерхауса (1912).

Женихи Пенелопы — персонажи «Одиссеи», древнегреческой эпической поэмы, приписываемой Гомеру. Группа знатных юношей с Итаки и соседних островов, заявивших о своих претензиях на руку Пенелопы, жены царя Одиссея, считавшегося погибшим. Одиссей, вернувшись на родину, перебил их всех.

## Роль женихов в «Одиссее»
В «Одиссее» Гомер описывает возвращение Одиссея домой после Троянской войны. До неё он был царём Итаки, греческого острова, известного своей изолированностью и суровой местностью. Покидая Итаку, чтобы сражаться на стороне греков, Одиссей оставил на ней новорожденного сына Телемаха и свою жену Пенелопу. Хотя большинство выживших греческих воинов вернулось домой вскоре после окончания войны, Одиссей смог оказаться на родине только через десять лет после взятия Трои.
Во время долгого отсутствия Одиссея многие знатные юноши начали думать, что Одиссей погиб в Трое или по дороге домой. Под предлогом ухаживания за Пенелопой эти юноши, называемые женихами, поселились в доме Одиссея и соперничали между собой за её руку. Вместо того чтобы просто отвергнуть ухажёров, Пенелопа придумала план, как отсрочить свой ответ на их ухаживание. Она утверждала, что выберет себе мужа после того, как закончит ткать погребальный саван, чтобы подарить его отцу Одиссея, Лаэрту. В течение трёх лет Пенелопа ткала саван днём и распускала его ночью, ожидая возвращения мужа. Женихи узнали о хитрости Пенелопы, когда одна из её служанок, Меланфо, рассказала о ней своему любовнику Эвримаху. Узнав об этом, женихи потребовали, чтобы она выбрала себе мужа из их числа.
Женихи плохо вели себя в доме Одиссея: пили его вино и ели его пищу. Сын Одиссея, Телемах, ставший к тому времени взрослым, испытывал неприязнь к ним. Он пожаловался Афине (переодетой Ментом, одним из друзей Одиссея) на поведение женихов. В ответ богиня убеждает Телемаха отправиться на поиски своего отца.
Как только Одиссей вернулся на родину (Афина первоначально выдаёт его за нищего, чтобы тот мог тайно замышлять план своей мести), его сын Телемах сообщил ему о существовании 108 женихов: 52 из Дулихия, 24 из Самы, 20 ахейцев из Закинфа и 12 с Итаки.
Вскоре Пенелопа по совету Афины объявила женихам, что готова выйти за одного из них — но только за того, кто согнёт одиссеев лук и чья стрела пройдёт через двенадцать колец. Тут же началось состязание, но ни один из женихов не смог даже натянуть тетиву. Тогда лук взял Одиссей, который ранее появился во дворце под видом нищего и постоянно подвергался жестоким насмешкам и оскорблениям со стороны «благородных юношей». Одиссей с легкостью выдержал испытание, а затем убил Антиноя, одного из лидеров женихов, поразив его стрелой в горло. Открыв женихам свое настоящее имя, Одиссей обвинил юношей в разграблении своего имущества, отказавшись принять возмещение убытков от их отцов в обмен на прощение. В завязавшейся схватке Одиссей, его сын Телемах и два раба, Евмей и Филотий, пользуясь покровительством Афины, умертвили всех женихов. После чего Одиссей приказал повесить двенадцать неверных служанок царицы, запятнавших себя связями с женихами, что и было исполнено Телемахом.
По логике устного изложения (то есть памяти), женихи обычно перечисляются в одном и том же порядке на протяжении всей «Одиссеи».

## Важные женихи
Среди множества женихов Пенелопы трое играют важную роль в повествовании «Одиссеи».

### Антиной
Антиной, сын Евпифа, — первый из женихов, упомянутый в эпосе, и первый, кто погиб по возвращении Одиссея. Антиной был самым наглым из женихов и тем, кто разработал план, чтобы убить Телемаха после его возвращения на Итаку. Хотя Амфином, один из женихов, сорвал его план убийства Телемаха, Антиной продолжал вести себя высокомерно. Когда Одиссей наконец возвращается домой, переодевшись нищим, Антиной не оказал ему гостеприимства и швырнул в него стулом.

### Евримах
Евримах, сын Полиба, — второй по значимости жених Пенелопы. Он выступал в роли лидера среди женихов благодаря своей харизме. Он считался наиболее вероятным претендентом на руку Пенелопы, потому что её отец и братья поддерживали этот союз, а также из-за превосходства его среди других претендентов в дарении подарков. Несмотря на свою харизматичность Евримах был вместе с тем лжив. Он узнал о хитрости Пенелопы, благодаря своему роману с одной из её служанок, Меланфо. Впоследствии, когда Одиссей открыл себя женихам, Евримах пытался избежать наказания за проступки женихов, возлагая вину за всё на Антиноя.

### Амфином
Амфином, сын царя Ниса, изображался как наиболее положительный персонаж из всех женихов. Он дважды пытается отговорить женихов от попытки убийства Телемаха. Одиссей знал это и пытался предупредить Амфинома, чтобы тот покинул дом до расправы над женихами Пенелопы. Несмотря на это, Амфином остался и был убит вместе с другими женихами.

## Список женихов

### Упомянутые в «Одиссее»

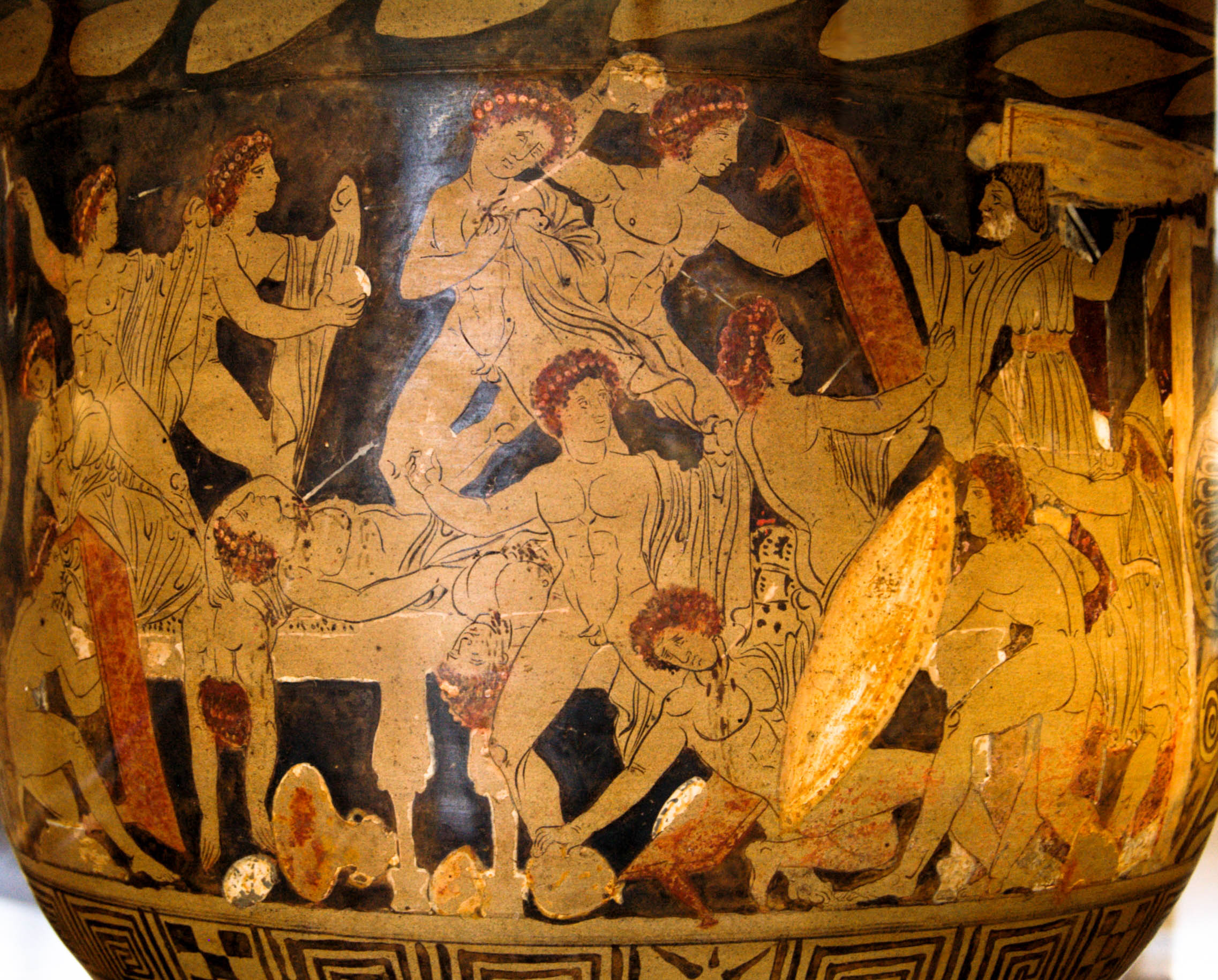
Убийство женихов Одиссеем и Телемахом, кампанский краснофигурный колокол-кратер, около 330 года до н. э., Лувр (CA 7124)

Хотя большинство женихов не описываются Гомером индивидуально, некоторые из них упоминаются по именам и играют более или менее значительные роли в поэме. Среди них:
- Агелай, сын Дамастора, убит Одиссеем[11]
- Амфимедон, сын Меланея, убит Телемахом[12].
- Амфином, проявил вежливость по отношению к переодетому Одиссею, который предостерёг его от того, чтобы остаться[13]; однако предупреждение осталось без внимания, и он был убит вместе с другими женихами, хотя Телемахом, а не Одиссеем.
- Антиной, сын Евпифа, один из лидеров женихов и первый из них убитый Одиссеем, он был активным участником заговора с целью убить Телемаха, когда тот возвращается на Итаку[14], а также спровоцировал поединок между Одиссеем в образе нищего и Иром, настоящим нищим[13].
- Димоптолем, убит Одиссеем[15].
- Евенор, сын Леокрита, убит Телемахом[16].
- Евриад, убит Телемахом[17].
- Евридамант, предложил пару серёжек в подарок Пенелопе[18], убит Одиссеем[19].
- Евримах, сын Полиба, один из лидеров женихов, известный своей ловкостью и коварством. Он обвинял во всём Антиноя после того, как тот был убит Одиссеем, говоря, что женихи сожалеют о содеянном и отплатят Одиссею. Его мольбы не убедили Одиссея, сказавшего женихам, что им придётся сражаться, если они хотят выжить. Одиссей поразил его стрелой[20].
- Еврином, сын Египтия; его брат Антифонт сопровождал Одиссея на Троянской войне и был съеден Полифемом на обратном пути[21].
- Ктесипп с Самы, сын Полиферса, несметно богатый «негодяй», «одаривший» Одиссея, переодетого нищим, бросив в него коровью ногу; Телемах пригрозил ему в ответ, что убил бы его, если бы тот не промахнулся[22]. Убивший его Филойтий сказал ему, что его смерть — это ответный подарок ему за коровью ногу, которой он «одарил» Одиссея[23].
- Леодей, сын Энопса, жертвогадатель при женихах, осуждал злые дела женихов[24]. В то время как Одиссей убивал женихов, он молил его о пощаде, говоря, что он пытался остановить их, и они поплатились за то, что не слушали его. Одиссей выслушал его, но ответил, что он, как жертвогадатель, должен был молиться, чтобы Одиссей не вернулся домой, поэтому он всё равно убьёт его[25].
- Писандр, сын Поликтора, предложил ожерелье в подарок Пенелопе[26], убит Филетием[17].
- Полиб, сын Поликтора и отец Евримаха.
- Элат, убит Евмеем[17].

### Упомянутые в «Библиотеке»
Обширный список женихов Пенелопы приведён в «Мифологической библиотеке» Псевдо-Аполлодора. Этот источник, по-видимому, не полностью соответствует гомеровской традиции, так как числа различаются и не все из названных в «Одиссее» есть в «Библиотеке». Из-за повреждения текста некоторые имена повторяются несколько раз, а списки для Дулихия и Закинфа на самом деле содержат меньше имён, чем предполагают приведенные цифры.
57 женихов из Дулихия
1. Амфином
2. Тоант
3. Демоптолем
4. Амфимах
5. Эвриал
6. Парал
7. Эвенорид
8. Клитий
9. Агенор
10. Эврипил
11. Пилемен
12. Акамант
13. Терсилох
14. Агий
15. Клюмен
16. Филодем
17. Менептолем
18. Дамастор
19. Биант
20. Телмий
21. Полиид
22. Астилох
23. Схедий
24. Антигон
25. Марпсий
26. Ифидамант
27. Аргий
28. Главк
29. Калидоней
30. Эхион
31. Ламас
32. Андремон
33. Агерох
34. Медонт
35. Агрий
36. Пром
37. Ктесий
38. Акарнан
39. Кюкн
40. Псерас
41. Гелланик
42. Перифрон
43. Мегастен
44. Трасимед
45. Ормений
46. Диопит
47. Мекистей
48. Антимах
49. Птолемей
50. Лесторид
51. Никомах
52. Полипойт
53. Кераос

23 с Самы
1. Агелай
2. Писандр
3. Элат
4. Ктесипп
5. Ипподох
6. Эвристрат
7. Архемол
8. Итак
9. Писенор
10. Уперенор
11. Ферет
12. Антистен
13. Кербер
14. Перимед
15. Кинн
16. Триас
17. Этеоней
18. Клитий
19. Протой
20. Ликет
21. Эвмел
22. Итан
23. Лиамм

44 с Закинта
1. Эврилох
2. Лаомед
3. Молеб
4. Френий
5. Индий
6. Минис
7. Лиокрит
8. Проном
9. Нисас
10. Даемон
11. Архестрат
12. Гиппомах
13. Эвриал
14. Периалл
15. Эвенорид
16. Клитий
17. Агенор
18. Полиб
19. Полидор
20. Тадитий
21. Стратий
22. Френий
23. Индий
24. Десенор
25. Лаомедонт
26. Лаодик
27. Галий
28. Магнет
29. Олойтрох
30. Бартас
31. Теофрон
32. Ниссей
33. Алкароп
34. Периклюмен
35. Антенор
36. Пелант
37. Кельт
38. Перифант
39. Ормен
40. Полюб
41. Андромед

12 с Итаки
1. Антиной
2. Проной
3. Лиод
4. Эврином
5. Амфимах
6. Амфиал
7. Промах
8. Амфимедонт
9. Аристрат
10. Гелен
11. Дулихией
12. Ктесипп